# سالاوان
سالاوان (به لاتین: Salavan (city)) یک شهر در لائوس است که در استان چامپاساک واقع شده‌است.